# Toropi
Toropi is een gemeente in de Braziliaanse deelstaat Rio Grande do Sul. De gemeente telt 3.138 inwoners (schatting 2009).